# Olympische Sommerspiele 1936/Segeln – 6-m-Klasse
Die Segelregatta mit der 6-m-Klasse bei den Olympischen Sommerspielen 1936 fand vom 4. bis 12. August 1936 statt. Austragungsort war der Olympiahafen Düsternbrook in der Kieler Förde.
Die Regatta war eine Offene Klasse, somit durften sowohl Männer als auch Frauen teilnehmen. Die Schwedin Dagmar Salén war die einzige Frau, die an diesem Wettkampf teilnahm.
Olympiasieger wurden die Briten mit Steuermann Christopher Boardman und seiner Crew bestehend aus: Miles Bellville, Russell Harmer, Charles Leaf, Leonard Martin.
Das Boot aus der Schweiz wurde disqualifiziert, da der Steuermann André Firmenich nicht den olympischen Amateurbestimmungen entsprach.

## Äußere Bedingungen
Alle Rennen wurden auf 10:30 Uhr angesetzt.
| Datum      | Rennen | Wetter                           | Windrichtung  | Windgeschwindigkeit | Startzeit | Anmerkung                        |
| ---------- | ------ | -------------------------------- | ------------- | ------------------- | --------- | -------------------------------- |
| 04.08.1936 | I      | Bewölkt, gelegentlich Regen      | Süd-West      | 12 m/s              | 12:05     | Verschoben wegen starkem Seegang |
| 05.08.1936 | II     | Sonnig, später bewölkt und Regen | West-Süd-West | 3–4 m/s             | 10:30     |                                  |
| 06.08.1936 | III    | Sonnig                           | West-Süd-West | 5–6 m/s             | 10:30     |                                  |
| 07.08.1936 | IV     | Leicht bewölkt                   | Nord-Ost      | 2 m/s               | 10:40     | Verschoben wegen Windstille      |
| 08.08.1936 | V      | Nebel, später leicht bewölkt     | Nord-Ost      | 2–3 m/s             | 11:45     | Verschoben wegen Nebel           |
| 09.08.1936 | VI     | Windstill                        | Ost-Nord-Ost  | 2–3 m/s             | 11:50     | Verschoben wegen Windstille      |
| 10.08.1936 | VII    | Gut                              | Süd-Ost       | 2–3 m/s             | 10:30     |                                  |

### Tagesplatzierungen

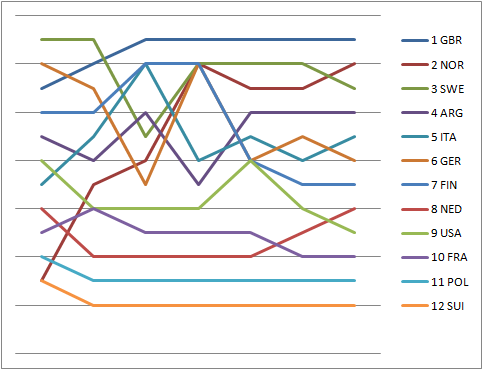

## Ergebnisse
| Rang   | Land | Crew | Yachtname  | Rennen I | Rennen I | Rennen II | Rennen II | Rennen III | Rennen III | Rennen IV | Rennen IV | Rennen V | Rennen V | Rennen VI | Rennen VI | Rennen VII | Rennen VII | Gesamt |
| Rang   | Land | Crew | Yachtname  | Pkt.     | Rang     | Pkt.      | Rang      | Pkt.       | Rang       | Pkt.      | Rang      | Pkt.     | Rang     | Pkt.      | Rang      | Pkt.       | Rang       | Punkte |
| ------ | ---- | --- | ---------- | -------- | -------- | --------- | --------- | ---------- | ---------- | --------- | --------- | -------- | -------- | --------- | --------- | ---------- | ---------- | ------ |
| Gold   | GBR  | Christopher Boardman · Miles Bellville · Russell Harmer · Charles Leaf · Leonard Martin                      | Lalage     | 10       | 3        | 11        | 2         | 8          | 5          | 9         | 4         | 11       | 2        | 7         | 6         | 11         | 2          | 67     |
| Silber | NOR  | Magnus Konow · Karsten Konow · Fredrik Meyer · Vaadjuv Nyqvist · Alf Tveten                                  | Lully II   | 0        | DSQ      | 12        | 1         | 9          | 4          | 11        | 2         | 10       | 3        | 12        | 1         | 12         | 1          | 66     |
| Bronze | SWE  | Sven Salén · Lennart Ekdahl · Martin Hindorff · Torsten Lord · Dagmar Salén                                  | May Be     | 12       | 1        | 10        | 3         | 0          | DNF        | 10        | 3         | 12       | 1        | 11        | 2         | 7          | 6          | 62     |
| 4      | ARG  | Julio Sieburger · Claudio Bincaz · Germán Frers · Edelf Hosmann · Jorge Linck                                | Wiking     | 8        | 5        | 5         | 8         | 11         | 2          | 5         | 8         | 9        | 4        | 8         | 5         | 6          | 7          | 52     |
| 5      | ITA  | Renato Consentino · Giuliano Oberti · Massimo Oberti · Giovanni Stampa · Giuseppe Volpi                      | Esperia    | 6        | 7        | 8         | 5         | 12         | 1          | 4         | 9         | 7        | 6        | 3         | 10        | 10         | 3          | 50     |
| 6      | GER  | Hans Lubinus · Dietrich Christensen · Kurt Frey · Theodor Thomsen · Haimar Wedemeyer                         | Gustel V   | 11       | 2        | 9         | 4         | 0          | DSQ        | 12        | 1         | 0        | DSQ      | 9         | 4         | 8          | 5          | 49     |
| 7      | FIN  | Curt Mattson · Yngve Pacius · Ragnar Stenbaeck · Helger Sumelius · Lars Winqvist                             | Lyn        | 9        | 4        | 7         | 6         | 10         | 3          | 6         | 7         | 0        | DSQ      | 6         | 7         | 5          | 8          | 43     |
| 8      | HOL  | Joop Carp · Ansco Dokkum · Kees Jonker · Herman Looman · Ernst Moltzer                                       | De Ruyter  | 5        | 8        | 4         | 9         | 0          | DNF        | 8         | 5         | 6        | 7        | 10        | 3         | 9          | 4          | 42     |
| 9      | USA  | William Bartholomae · Morgan Adams · Charles Speed Garner · Carl C. Paul · John Wallace                      | Mystry     | 7        | 6        | 3         | 10        | 7          | 6          | 7         | 6         | 8        | 5        | 5         | 8         | 0          | DNF        | 37     |
| 10     | FRA  | Jean Peytel · Yves Baudrier · Claude de Desouches · Gerard Piolec · Jacques Ranbaud                          | Qu’Importe | 4        | 9        | 6         | 7         | 6          | 7          | 3         | 10        | 5        | 8        | 2         | 11        | 4          | 9          | 30     |
| 11     | POL  | Janusz Zalewski · Jozef Langowski · Alfons Olszewski · Juliusz Sieradzki · Stanisław Zalewski · Józef Szajba | Danuta     | 3        | 10       | 2         | 11        | 0          | DNF        | 2         | 11        | 4        | 9        | 4         | 9         | 3          | 10         | 18     |
| 12     | SUI  | André Firmenich · Frederic Firmenich · Georges Firmenich · Louis Gelbert · Alexandre Noverraz                | Ylliam III | 0        | DSQ      | 0         | DSQ       | 0          | DSQ        | 0         | DSQ       | 0        | DSQ      | 0         | DSQ       | 0          | DSQ        | 0      |